# Hubert-Erwin Meierdress
Hubert-Erwin Meierdress, nemški častnik in tankovski as, * 11. december 1916, † 4. januar 1945.
Sprva artilerijski častnik je nato postal pripadnik enote jurišnih topov (Sturmgeschütz) ter nazadnje tankovski častnik. Postal je tankovski as in zaradi uspehov prejel viteški križec železnega križca s hrastovimi listi.